# ASC Nasr de Sebkha
Association Sportive et Culturelle Nasr de Sebkha (tiếng Ả Rập: الجمعية الرياضية و الثقافية نصر السبخة) hay ASC Nasr de Sebkha là một câu lạc bộ bóng đá Mauritanie đến từ Sebkha.

## Thành tích
- Giải bóng đá hạng nhất quốc gia Mauritanie

Vô địch (3): 2003, 2005, 2007
- Cúp bóng đá Mauritanie

Vô địch (1): 2006
- Siêu cúp bóng đá Mauritanie

Vô địch (1): 2003

## Thành tích ở các giải đấu CAF
- Giải vô địch bóng đá các câu lạc bộ châu Phi: 1 lần

2004 - Vòng Một
- Cúp các câu lạc bộ đoạt cúp bóng đá quốc gia châu Phi: 1 lần

2003 - Vòng Một